# نیکولای کوفش
نیکولای کوفش (انگلیسی: Nikolai Kovsh؛ زادهٔ ۲۲ ژانویهٔ ۱۹۶۵) دوچرخه‌سوار اهل اتحاد جماهیر شوروی سوسیالیستی است.
وی در مسابقات کشوری و بین‌المللی در مجموع برندهٔ ۱ مدال نقره شده‌است.